# TK-Elevator-Testturm
Der TK-Elevator-Testturm (Eigenschreibweise: TK Elevator Testturm Rottweil) in Rottweil ist ein 246 Meter hoher Aufzugstestturm für Express- und Hochgeschwindigkeitsaufzüge. Der 2014 bis 2017 von Thyssenkrupp Elevator errichtete Turm bietet mit 232 Metern die höchste Besucherplattform Deutschlands und ist der weltweit zweithöchste Testturm für Aufzugsanlagen. Mit den Tiefgeschossen, die als Testumgebung für die Aufzugschächte mitverwendet werden, hat der Schaft eine Gesamtlänge von 275,5 Metern.
Der Turm hat zahlreiche Architektur-, Ingenieurs- und Designpreise gewonnen und bietet einige Alleinstellungsmerkmale. So ist er das weltweit erste Bauwerk, das durch ein Schwingungspendel im Inneren des Turmschafts in Schwingungen versetzt werden kann. Auf diese Art werden reale Windlasten simuliert. Der Schaft ist mit einer speziellen Glasfaser-Textilie entlang eines Wendelrohrs ummantelt, welche die eigentliche Außenform des Turms festlegt. Der Turm ist dadurch gleichzeitig das höchste textilverkleidete Gebäude der Welt.

## Geschichte

### Standortsuche
Ursprünglich war geplant, den Turm im Industriegebiet Neckartal zu errichten. Doch es erwies sich aufgrund der Ergebnisse von geologischen Untersuchungen und Probebohrungen am 17. Juli 2013 als ungeeignet. Stattdessen schlug Thyssenkrupp am 11. September 2013 das Industriegebiet Berner Feld oberhalb des Tales als alternativen Standort vor, etwa eineinhalb Kilometer nördlich des Stadtzentrums von Rottweil.
Der Produktionsstandort Neuhausen war aufgrund der Nähe zum Flughafen Stuttgart nicht als Standort möglich gewesen. Neben der nicht allzu großen Entfernung von rund 100 Kilometern vom Produktionsstandort sprachen die große Zahl an Studenten und Fachkräften in der Region und nicht zuletzt der Zuspruch der Stadt Rottweil für den gewählten Standort.

### Planungsverfahren
Nach einer nichtöffentlichen Information des Gemeinderates am 24. April 2013 wurde einen Tag später die Öffentlichkeit über das Bauvorhaben informiert. Am 6. Mai 2013 wurde eine Bürgerversammlung abgehalten, zu der sich rund 420 Interessierte einfanden.
In der Bevölkerung gab es im Vorfeld Diskussionen darüber, ob der markante Turm das historische Stadtbild Rottweils, einer der ältesten Städte Deutschlands, oder die Landschaft zwischen Schwarzwald und Schwäbischer Alb beeinträchtige.
Letztlich stimmte der Stadtrat für das Bauprojekt, in der Hoffnung auf Touristen, die den örtlichen Einzelhandel, die Gastronomie und die Hotellerie beleben sollen.
Am 25. September 2013 beantragte der Gemeinderat die Vorbereitung des Planverfahrens. Am letzten Septemberwochenende führte man auf dem Berner Feld einen sogenannten Ballontest aus. Man ließ einen Ballon exakt auf die Höhe der geplanten Bauwerkshöhe ansteigen, um anschaulich die Wirkung des Bauvorhabens zu illustrieren. Nach einer weiteren Bürgerversammlung beschloss am 23. Oktober der Gemeinderat, den Einstieg ins Planverfahren vorzunehmen, und gab schließlich am 11. Dezember desselben Jahres grünes Licht für den Grundstücksverkauf an Thyssenkrupp.
Ebenfalls in der zweiten Jahreshälfte 2013 wurde mit dem Wettbewerb begonnen. Nach einem mehrstufigen Bieterverfahren fiel im März die Entscheidung über die beteiligten Firmen und Architekten. Das Gebäude ist ein Entwurf der Architekten Helmut Jahn und Werner Sobek, die ihren Entwurf am 11. April 2014 der Öffentlichkeit in Rottweil vorstellten. Als Generalunternehmer wurde das Stuttgarter Bauunternehmen Züblin bestimmt.

### Namensfindung

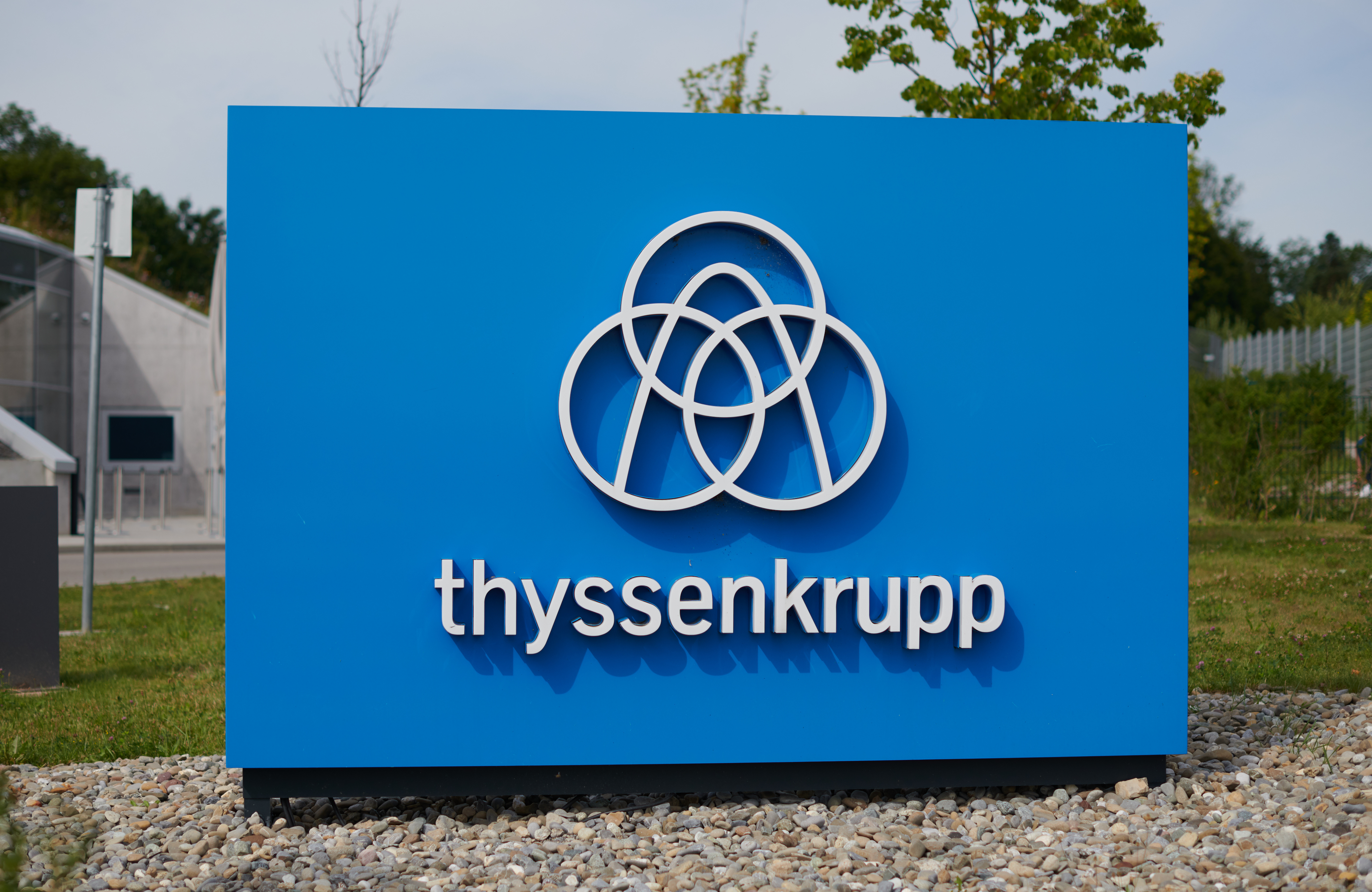
Ursprüngliches Firmenschild am Fuße des Turms

Nach den ersten Ankündigungen des Bauvorhabens im April 2013 brachte der Rottweiler Oberbürgermeister Ralf Broß die Bezeichnung Powertower ins Gespräch. Der Architekt Helmut Jahn bezeichnete den Turm als Tower of light.
Im Oktober 2014 startete eine Lokalzeitung eine Aktion, bei der Leser Namensvorschläge einreichen konnten. Parallel sammelte eine private Facebook-Seite Vorschläge für die Bezeichnung des Turms. Beide Aktionen waren für die tatsächliche Namensgebung irrelevant, da sie weder mit dem Bauherrn noch mit der Stadtverwaltung abgesprochen waren.
Thyssenkrupp und die Stadt Rottweil bezeichneten das Bauwerk schlicht als Testturm oder Testturm Rottweil, auf Englisch Rottweil Test Tower. Seit 2017 nannte Thyssenkrupp den Turm thyssenkrupp Testturm. Durch die Abspaltung der Aufzugssparte von Thyssenkrupp und den neuen Namen TK Elevator trägt der Testturm seit 2021 den Namen TK Elevator Testturm.

### Bau

#### Gründungsarbeiten und Schachtbau

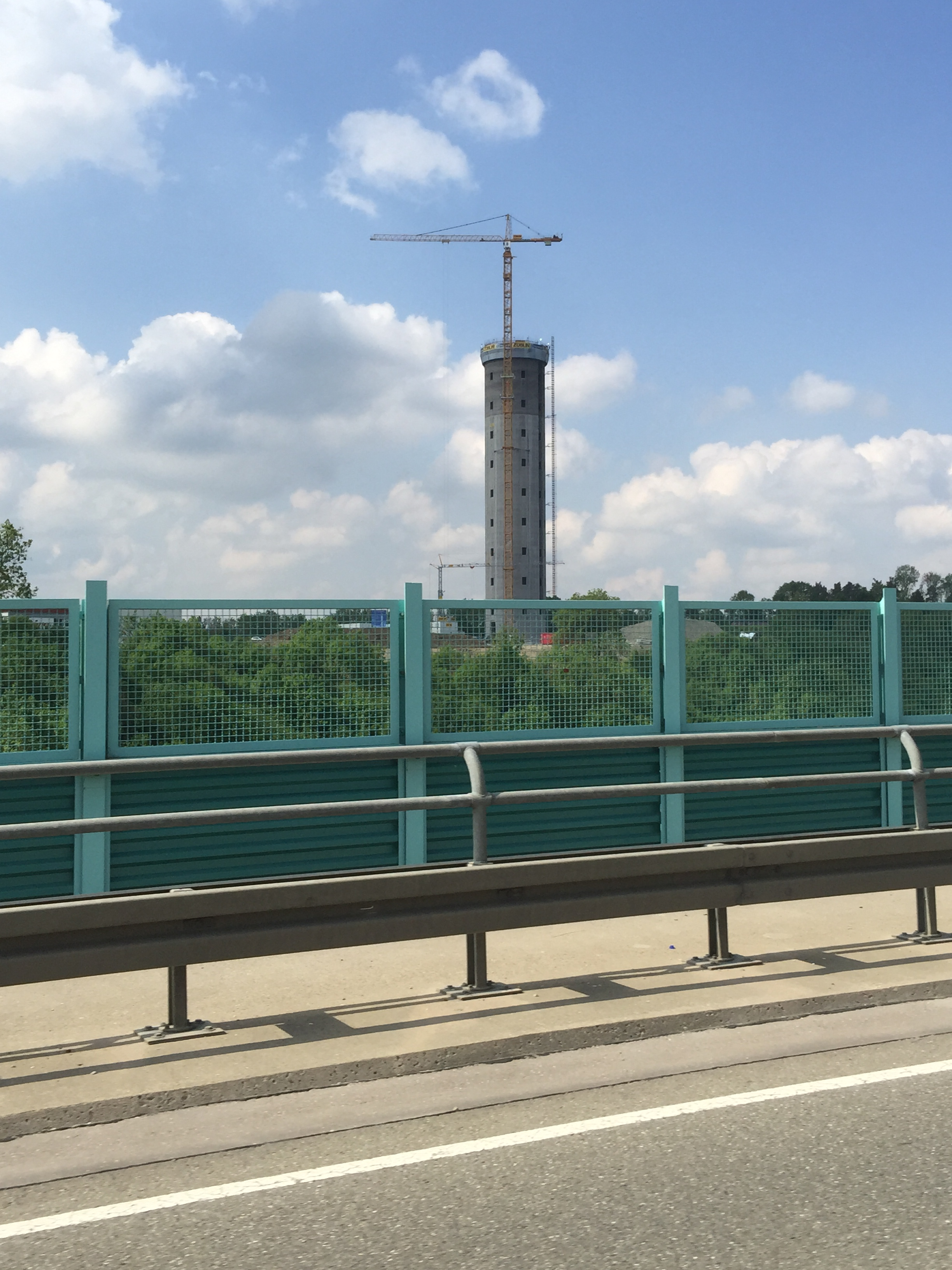
Baufortschritt Mai 2015 mit Kletterkran

Der erste Spatenstich zur Gründung des Turmes erfolgte am 2. Oktober 2014. Den rund 30 Meter tiefen Schacht hat ein Bagger mit Schaufel und einem Abbauhammer immer tiefer gegraben. Der Baugrund besteht aus Lettenkeuper und einer darunterliegenden Schicht Muschelkalk. Aufgrund der guten Tragfähigkeit des Muschelkalks konnte auf eine Pfahlgründung verzichtet werden. Nach dem Aushub der Baugrube wurde am 16. Dezember 2014 die feierliche Grundsteinlegung begangen.
Die Schachtwände wurden laufend mit Bewehrungsnetzen und Spritzbeton gesichert. Aufgrund der vorgegebenen Situation konnte keine Rampe für die Baugrube errichtet werden, so dass am Ende der Arbeiten der Bagger mit einem Autokran wieder aus der Grube gehievt wurde. Im Februar 2015 waren das Fundament und der 30 Meter tief in den Boden ragende Teil der Betonröhre fertiggestellt.
Der Turm wurde mithilfe der sogenannten Gleitschalbauweise errichtet. Bei dieser werden Schalung und Arbeitsplattform langsam nach oben gezogen und die vertikale Struktur laufend betoniert. Der Turm ist auf diese Weise im Dreischichtbetrieb täglich um bis zu 5,6 Meter gewachsen. Der erste Gleitabschnitt begann am 10. März 2015 und erreichte nach neun Tagen die Oberfläche. Dort mussten alle Schalungen abgenommen und für den zweiten Abschnitt neu montiert werden.
Aufgrund eines sehr heißen Sommers im Jahr 2015 mit Temperaturen von anhaltend über 30 Grad Celsius musste eine Sprinkleranlage eingerichtet werden, welche die Bewehrungseisen auf der Arbeitsplattform abkühlte. Mit Hilfe eines eigens für das Bauvorhaben reservierten Silos im Zementwerk Dotternhausen konnte genug Beton vorrätig gehalten werden. Mit dieser Maßnahme konnte man die Arbeiten weiter aufrechterhalten und die Temperaturen der Baustoffe zwischen 21 und 24 Grad Celsius halten. Das Richtfest fand am 29. Juli 2015 statt.

#### Innenausbau und Sockel
Der Innenausbau des Turms, der auch die Zwischengeschosse umfasst, musste in einem zweiten separaten Bauabschnitt erstellt werden, da horizontale Teile mit der Gleitschalbauweise nicht realisierbar sind. Daher wurden die Geschossdecken später eingebaut; dafür wurde der erforderliche Beton von unten hochgepumpt. Ein Einbringen des Betons für die Zwischendecken von außen durch einen Kran wäre aufgrund der langen Hubwege und der engen Platzverhältnisse deutlich ineffizienter gewesen. Aufgrund von baulich notwendigen Aussparungen am Schaft gelangt als Nebeneffekt auf diese Weise Licht in die so entstandenen Flure. Nachdem sämtliche Innen- und Außenwände fertiggestellt waren, konnte das Pendel eingebaut werden und zum Schluss folgte das Sockelbauwerk.
Dieser spezielle Bauablauf erforderte zusätzliche Nachweise. Die kritische Phase war die nach der Fertigstellung des Rohbaus einschließlich der Decken, aber vor Anschluss des Sockelbaus und vor Inbetriebnahme des Pendels. Dies aus dem Grund, weil der Turm lediglich im Baugrund eingespannt war und die auf die Struktur einwirkenden Windlasten ohne den Hebelarm des Sockelbaus weitergeleitet werden mussten. Es musste während dieser Phase sichergestellt sein, dass der Baugrund keine dauerhafte plastische Verformung erfährt. Rechnerisch konnte nachgewiesen werden, dass der Baugrund elastisch genug war, um den Sicherheitsanforderungen zu genügen.

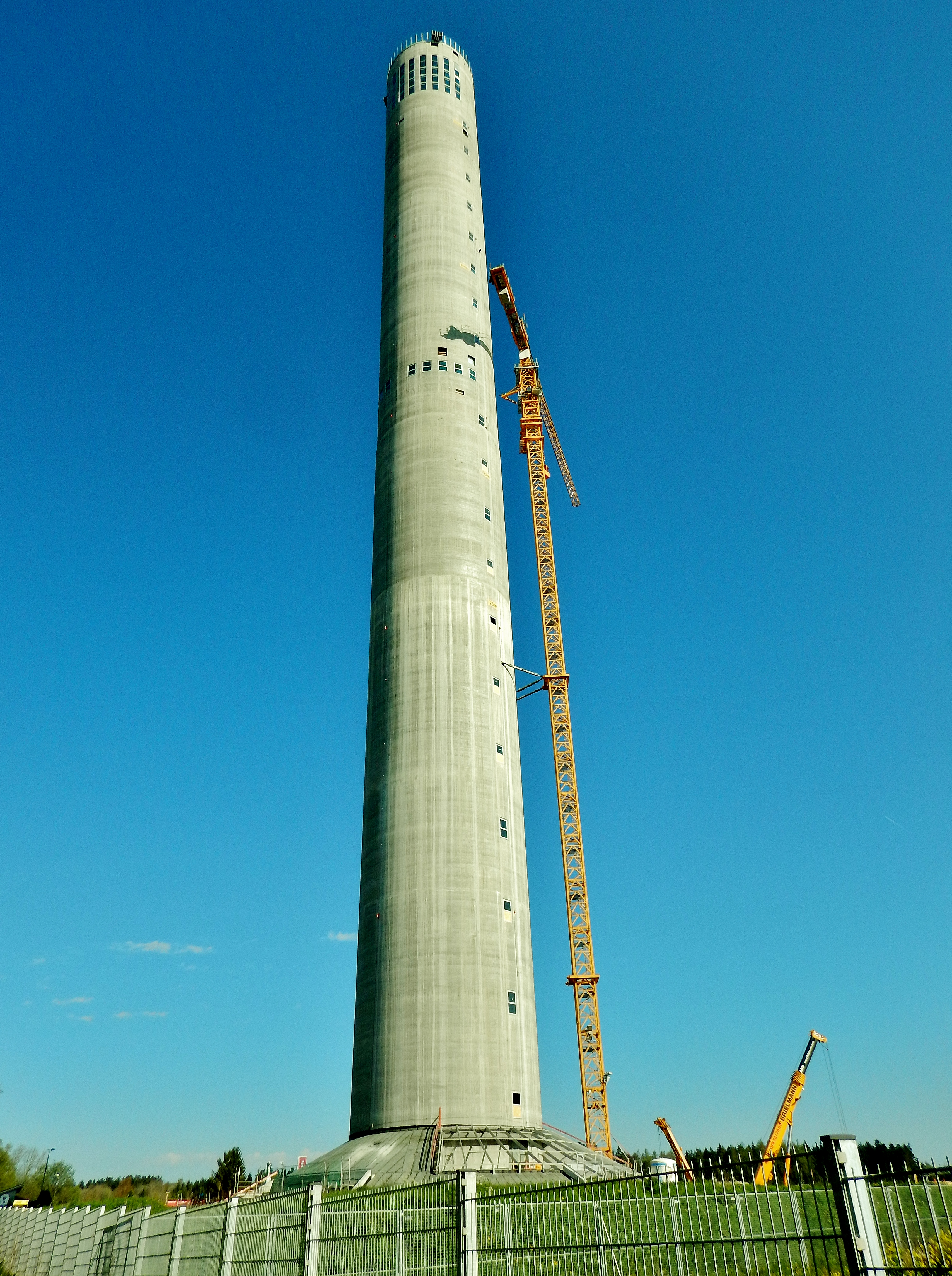
Baufortschritt im Mai 2016 mit vollständiger Höhe des Turmschafts und Sockelbau
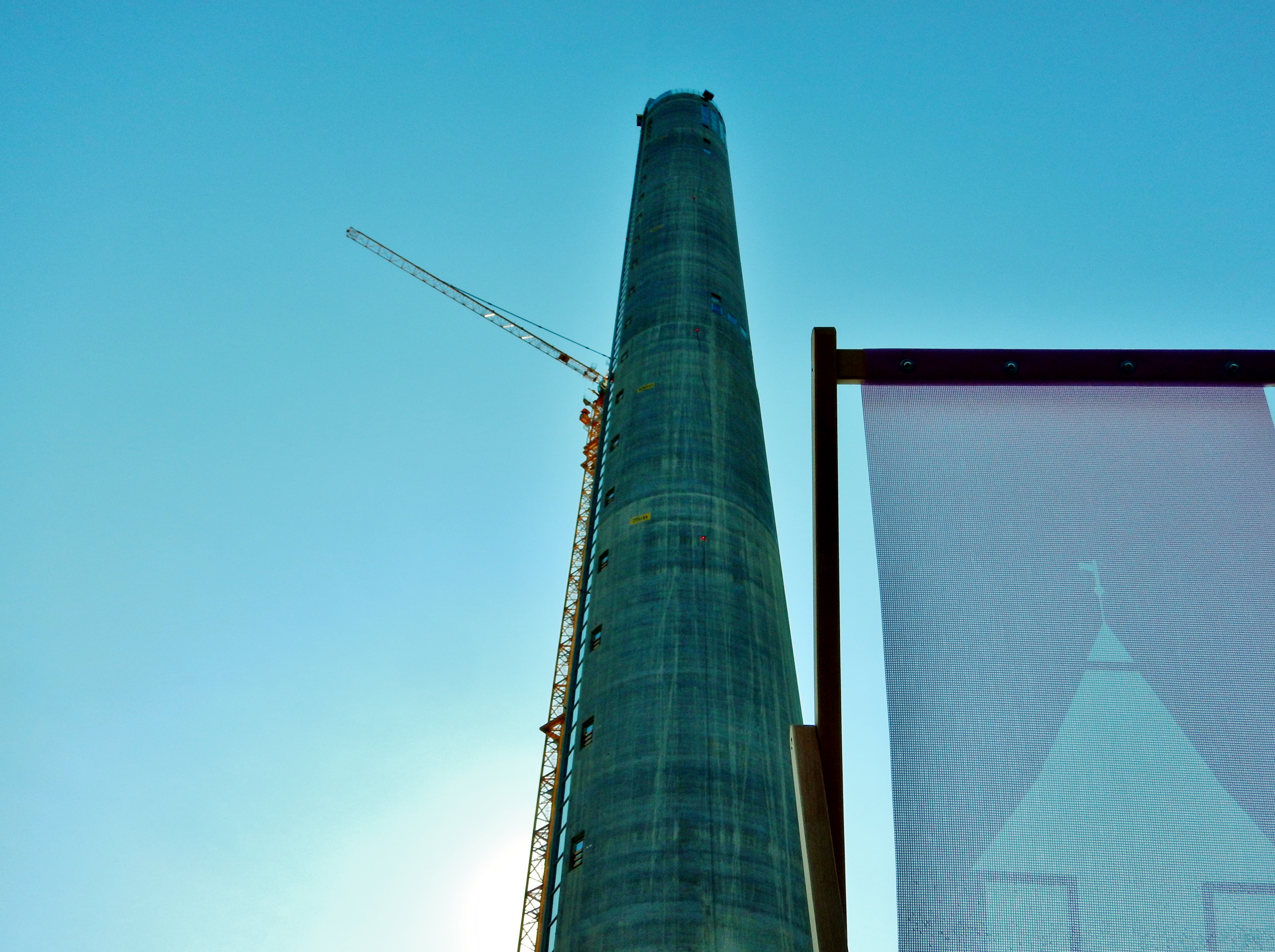
Mai 2016
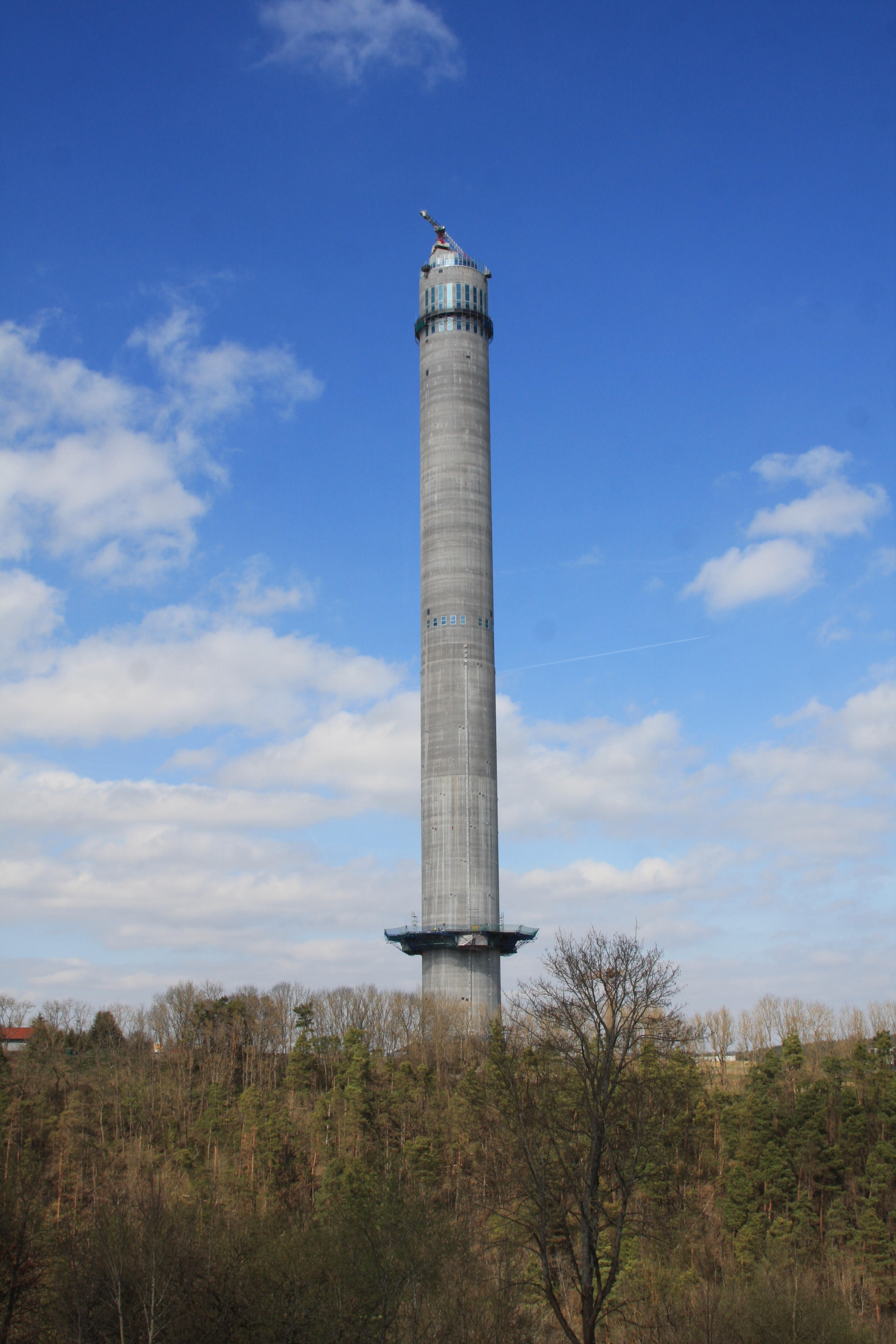
Baufortschritt April 2017: Im unteren Teil des Schaftes ist die Montagefähre für die Anbringung der Membran erkennbar

#### Installation der Membran
Im Dezember 2016 wurde der Turm offiziell in Betrieb genommen, es fehlte zwar noch die Verkleidung, aber sowohl der Büro- wie Testbetrieb konnte beginnen. Wegen technischer Probleme mit der Verkleidung wurde die Aussichtsplattform erst am 7. Oktober 2017 offiziell eröffnet. Zur Montage der Stahl- und Membrankonstruktion wurde eine zweistöckige, 50 Tonnen schwere Montagefähre angebracht, welche an drei Triebstockschienen hochfuhr. Die verbaute Stahlmenge für die Fassadenkonstruktion betrug 300 Tonnen. Die Konstruktion wie auch die Kunststoffmembran wurde mit Hilfe von rund 30 Industriekletterern segmentweise im Zweischichtbetrieb angebracht. Zu diesem Zweck wurde abschnittsweise eine Schlittenkonstruktion wie eine Krause am Turmschaft montiert, von der aus die Kletterer von oben nach unten arbeiten konnten. Am 24. November 2017 konnte das letzte 22 × 12 Meter große Membranstück am Turmfuß angebracht werden.
Das Investitionsvolumen betrug insgesamt 40 Millionen Euro. Am Bau beteiligt waren über den gesamten Zeitraum rund 150 Ingenieure und 160 Arbeiter auf der Baustelle.

### Seit Eröffnung

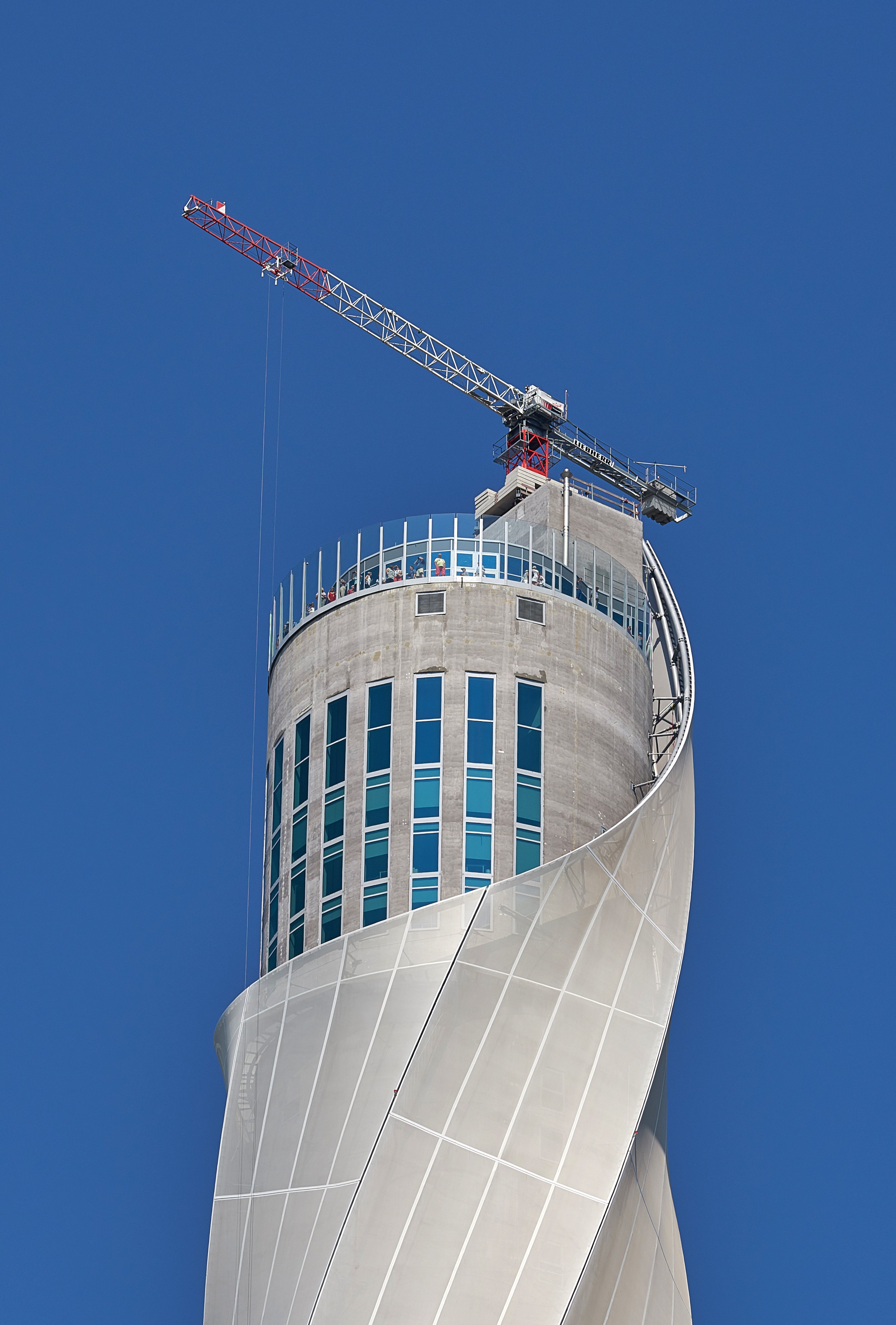
Turmkopf mit Kran

Seit dem 13. Oktober 2017 ist die Plattform von freitags bis sonntags und an Feiertagen allgemein zugänglich. Am darauf folgenden Wochenende wurde der Turm mit einem Stadtfest feierlich eröffnet. Unter den Gästen befand sich auch der Ministerpräsident Winfried Kretschmann. Mit einem kulturellen und sozialen Rahmenprogramm unter dem Namen „Jahr der Türme – Gute Aussichten“ verwies die Stadt 2017 auf diverse andere, teilweise auch historische, Turmbauwerke und machte mit diesem Programm prominent auf die Eröffnung aufmerksam.
Mitte Dezember 2017 wurden die letzten Baustellengerüste demontiert, der Bau galt damit offiziell als fertiggestellt. Seit seiner Eröffnung besitzt der Turm die höchste öffentlich zugängliche Aussichtsplattform Deutschlands und verwies damit den bisherigen Rekordhalter, die Besucherplattform des 337 Meter hohen Europaturms, auf den zweiten Platz. Auch europaweit gehört die Plattform zu den höchsten ihrer Art. Bis zur Eröffnung des zwei Meter höheren, ebenfalls von Thyssenkrupp gebauten Turms im März 2018 im chinesischen Zhongshan war der Rottweiler Turm auch der höchste Aufzugstestturm der Welt. Damit übertrumpfte der Turm in Rottweil den bisherigen Rekordhalter, den im April 2010 fertiggestellten Hitachi G1 Tower, welcher dem Unternehmen Hitachi als Aufzugstestturm dient.
Am 31. Oktober 2018 wurde der Kran auf der Spitze mit einem Hubschrauber abtransportiert.
Mit dem Eigentümerwechsel der Thyssenkrupp Elevator auf die Gesellschaft TK Elevator teilte am 25. Februar 2021 das Unternehmen mit, dass auch der Testturm künftig als TK-Elevator-Testturm bezeichnet wird.

## Beschreibung

### Lage und Umgebung

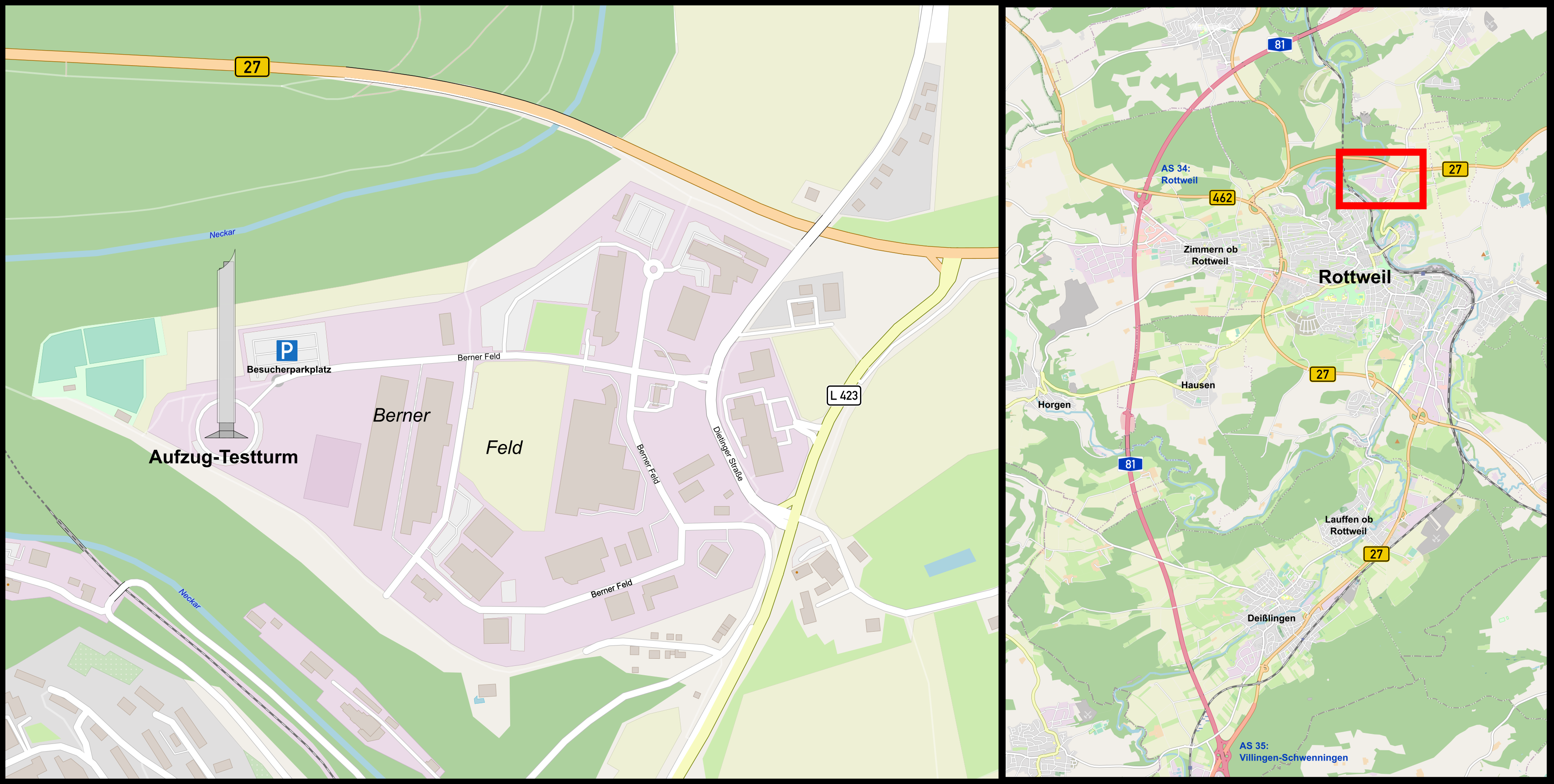
Standort des TK-Elevator-Testturms

Der Turm befindet sich 1,5 Kilometer nördlich der historischen Innenstadt Rottweils im von einer Neckarschleife eingegrenzten Gewerbegebiet Berner Feld auf einer kleinen Anhöhe von rund 595 m ü. NN. Nur wenige hundert Meter nördlich seines Standorts verläuft die Talbrücke Nordumgehung Rottweil der Bundesstraße 27, von der aus eine Abzweigung in das Gewerbegebiet führt.
Der Turm ist von Norden her als markante Landmarke weithin sichtbar, zum Beispiel von der rund 30 Kilometer Luftlinie entfernten, nordöstlich liegenden Burg Hohenzollern. Von den drei übrigen Himmelsrichtungen aus gesehen steht der Turm in einer Senke, die vom Schwarzwald im Westen, der Baar im Süden und dem Großer Heuberg genannten Teil der Schwäbischen Alb im Osten begrenzt wird. Das Ortszentrum des Luftlinie elf Kilometer entfernten Ortes Gosheim liegt auf 850 Meter, also neun Meter höher als die Spitze des Turms (841 Meter).
Nördlich des Testturms befinden sich kostenpflichtige öffentliche Parkplätze für die Besucher der Aussichtsplattform. Innerhalb des Gewerbegebietes befindet sich der Turm am westlichen Rand, zu dem eine Stichstraße führt, die mit einem Wendekreis endet. Von diesem zweigt ein asphaltierter Weg, der um den Turm herumführt, ab. Dieser ist jedoch nur für Betriebsangehörige und mit einer Schrankenanlage von der öffentlichen Straße getrennt. Der Eingangsbereich für den Publikumsverkehr befindet sich am nordöstlichen Teil des Schaftes am Einfahrtsbereich des privaten Grundstücks. Westlich befindet sich eine Anlieferrampe für Güterverkehr. Um den Turm gruppieren sich weitere Parkplätze, die für Mitarbeiter und Kunden reserviert sind. Das gesamte Areal des Turms umfasst eine Fläche von 10.000 Quadratmetern.

### Architektur und Bautechnik des Turms

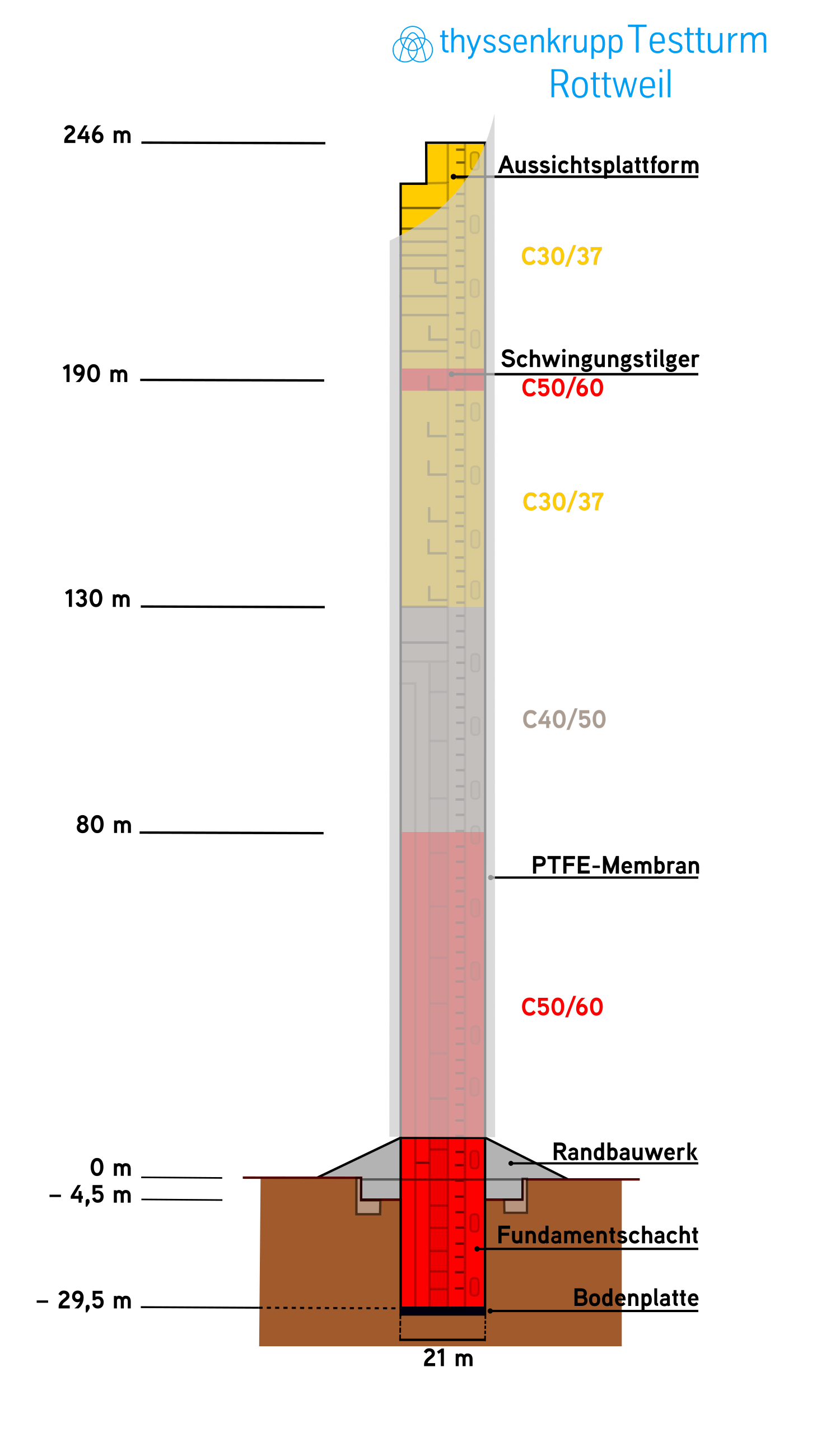
Schnittzeichnung des TK-Elevator-Testturms mit dem Schachtschema (Ansicht von Osten), seine Bestandteile und der unterschiedlichen Betonklassen

#### Allgemeiner Aufbau und technische Daten
Das 246 Meter hohe Bauwerk ragt unterirdisch 29,5 Meter in die Tiefe, sodass der Betonschaft eine Länge von 275,5 Meter aufweist. Die Aufzugschächte ragen unterirdisch bis 14 Meter in den Fundamentschacht. Da im Kern zwölf Schächte verbaut sind, verlaufen insgesamt 2,1 Kilometer Teststrecke im Turm. Insgesamt stehen im Turmbauwerk auf 260 Höhenmeter Testschächte zur Verfügung. Da ein Teil der Aufzüge eine geringere Strecke zurücklegt, enden deren Schächte bereits nach 115 Metern Höhe. Davon ist einer als Feuerwehraufzug konzipiert und einer dient als verglaster Panoramaaufzug für die Besucher der Aussichtsplattform. Die Treppenhäuser im Bauwerk haben insgesamt 1617 Stufen. In einem Abstand von etwa 10 Metern sind Decken aus Ortbeton eingezogen, die den Zugang zu den einzelnen Schächten ermöglichen. Die weitgespannten Halbkreisdecken sind bis zu 40 Zentimeter dick.
Für den Bau des Turmes wurden insgesamt 15.300 Kubikmeter Beton, 200 Felsnägel und 2640 Tonnen Stahl verbaut. Die Masse des Bauwerks beträgt 40.000 Tonnen, was rund 30 % mehr ist als beim Berliner Fernsehturm.
Werner Sobek war an diesem Bauwerk außer als Architekt auch als Tragwerks- und Fassadenplaner beteiligt.

#### Fundamentplatte und Betonfestigkeit
Die zwei Meter dicke Fundamentplatte besteht aus 700 Kubikmetern Beton. Sie wurde in einem Arbeitsvorgang eingebracht und verdichtet. Neben einem hohen Bewehrungsgrad weist die Bodenplatte Sensoren zur Temperaturmessung auf.
Die Betonqualität ist in Abhängigkeit von der Höhe unterschiedlich gestaffelt. Da die Eigenschaft des Betons eine moderate Wärmeentwicklung gewährleisten sollte, wählte man als Festigkeitsklasse für den Baustoff maximal C50/60. Die unteren 80 Meter des Turmschafts bestehen wie die Fundamentplatte aus Beton der Klasse C50/60, die weiteren 50 Meter aus C40/50, bis zur Spitze verwendete man den Festigkeitsgrad C30/37. Lediglich auf der Höhe von 190 Metern (29. Etage) wurde ebenfalls Beton der Sorte C50/60 verwendet, weil an dieser Stelle eine Pendelmasse eingebaut wurde.

#### Schwingungstilger

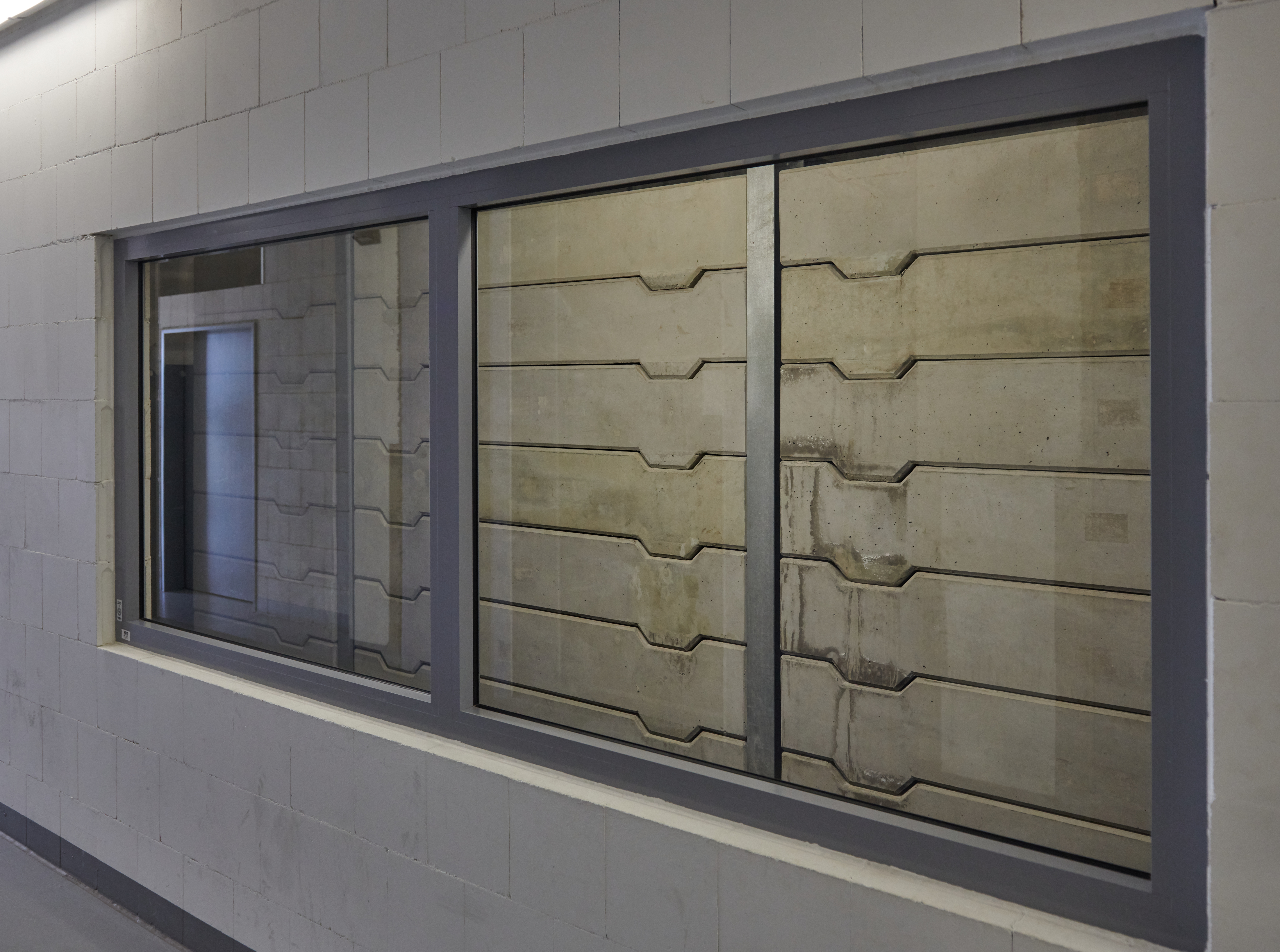
Schwingungstilger im Testturm

Der Schwingungstilger dämpft die, bei einer Auslenkung entstehenden, Schwingungen des Turms. Dazu wurde an einem rund neun Meter langen Seil im Hohlraum des Wärmespeichers eine 240 Tonnen schwere Betonplatte aufgehängt, die sowohl passiv wirkt als auch über zwei Aktuatoren (Linearmotoren) aktiv betrieben werden kann. Darüber hinaus enthält das System viskose Dämpferelemente zur Energiedissipation. Die Schwingungsmasse war notwendig geworden, weil Versuche im Windkanal bereits in der frühen Planungsphase die Erkenntnis erbrachten, dass die Neigung des zylindrischen Turmschaftes zu Querschwingungen nicht vollständig durch die Fassadenmembran beseitigt werden kann.
Mit Hilfe der passiven Nutzung des Tilgers lassen sich windbedingte Turmbewegungen von 76 Zentimeter auf unter 15 Zentimeter reduzieren; die Eigenfrequenz des Bauwerks beträgt 0,2 Hz. Die aktive Nutzung simuliert während der Aufzugtestfahrten eine real angeregte Windbelastung. Mit einem verhältnismäßig kleinen Kraftaufwand von 35 Kilonewton sind künstlich hervorgerufene Auslenkungen am Turmkopf bis 20 Zentimeter möglich. Der TK-Elevator-Testturm war das erste Bauwerk weltweit, das aktiv in Schwingungen versetzt werden kann, um eine reale Windbelastung zu simulieren.
Da der aktive Gebrauch des Pendels theoretisch bis zur Selbstzerstörung des Bauwerks führen könnte, wurden strenge Grenzwerte errechnet, die den Zeitraum und die maximale horizontale Auslenkung begrenzen. Die errechneten Spannungsbreiten und Schwingungsspiele bilden den notwendigen Ermüdungsnachweis. Damit stellen 20 Zentimeter in der Kopfauslenkung des Testturms für die Bewehrung und den Beton keine Einschränkungen in der Dauerfestigkeit dar und gelten damit als unbedenklich.

#### Randbauwerk

Randbauwerk mit Betriebseingang

Am Turmfuß befindet sich ein Foyerbereich, der von einem kegelstumpfförmigen Randbauwerk umschlossen wird. Dessen Durchmesser beträgt 48 Meter. Ein Teil dieses Bauwerks wurde als Glasdach, der andere Teil mit einer Dachbegrünung realisiert. Das als Sockel fungierende Randbauwerk ragt bis 4,5 Meter unter die Erde. Das Randbauwerk erfüllt die statische Funktion einer horizontalen Aussteifung: Zehn radial angebrachte Schottwände vergrößern den Hebelarm des Turmes und wandeln einen Teil der Horizontalkräfte in Vertikalkräfte um, die wiederum über das Fundament in den Boden abgeleitet werden. Neben dem statischen Nutzwert vergrößert das Randbauwerk die räumlichen Nutzungsmöglichkeiten. Dort befindet sich neben der Empfangshalle für das Besucherpublikum auch ein Medienraum für Präsentationen.

#### Turmschaft und -spitze

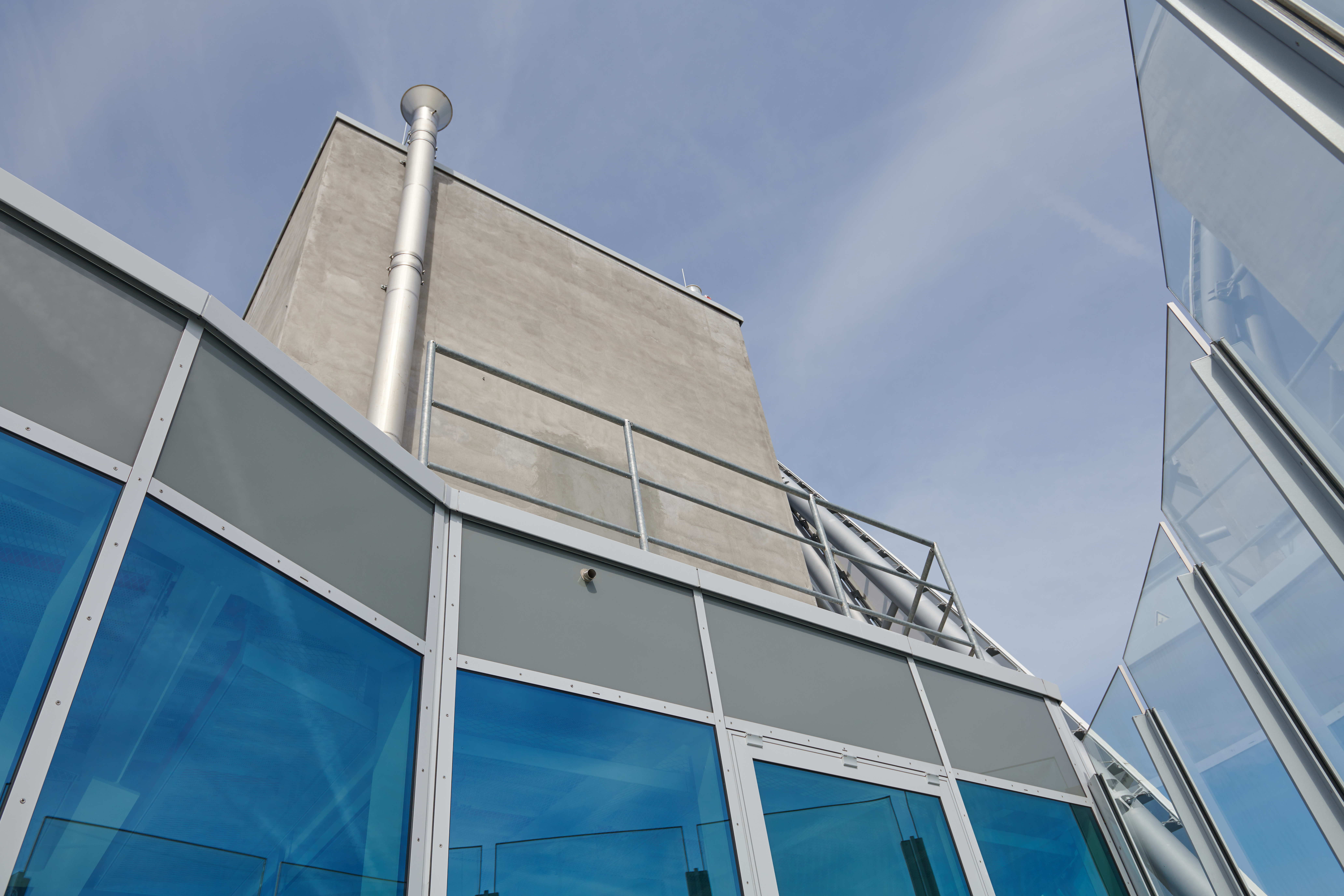
Blick von der Aussichtsplattform auf die Spitze des Bauwerks

Im Turm verteilen sich in einer Höhe von 120 bis 220 Metern weitere Büro- und Konferenzräumlichkeiten. Die Wandstärke des Turmschaftes verringert sich ab einer Höhe von 110 Metern von 40 auf 25 Zentimeter.
An der Spitze befindet sich ein Konferenzraum, darüber eine überdachte Aussichtsplattform auf 232 Meter Höhe. Diesen Bereich bezeichnet der Architekt Werner Sobek als Penthouse. Es handelt sich um eine leichte Stahlkonstruktion mit Trapezblecheindeckung. Um das Penthouse herum verläuft bis zur Außenkante des Turms ein unbedachter Terrassenbereich. Dieser Freiluftbereich ist von Glasscheiben umschlossen, die an gevouteten Stahlprofilen befestigt sind und im Abstand von jeweils 1,5 Metern zueinander stehen.
Vier Meter über der Aussichtsplattform schließt ein gedämmtes Flachdach mit leichtem Gefälle das Turmbauwerk ab. Die etwa 2-prozentige Neigung sorgt zusammen mit einer Punktentwässerung in zwei Abflüssen dafür, dass das Regenwasser abgeleitet wird.

#### Fassadenmembran

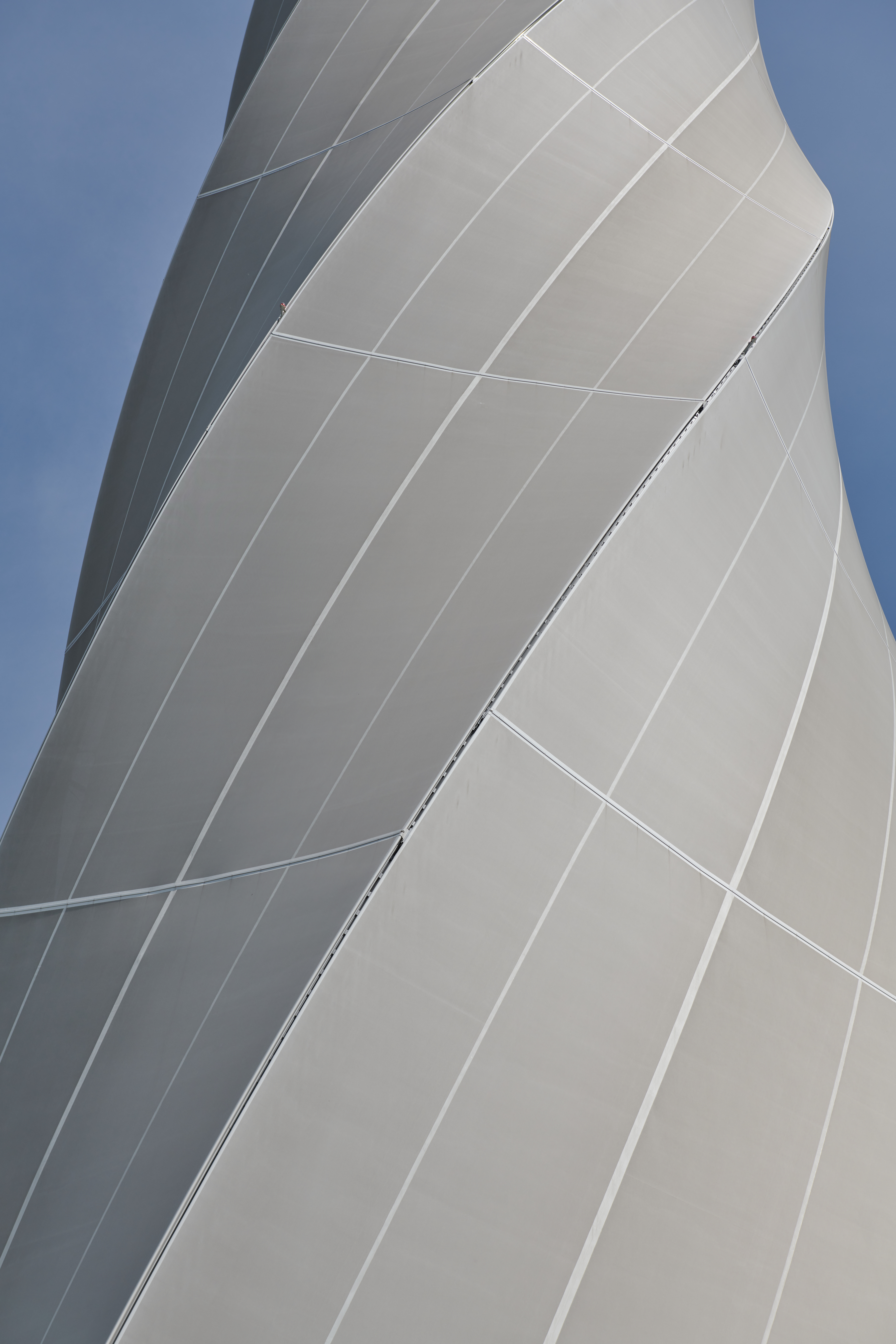
Turm in der Untersicht: die Membranstruktur ist gut zu erkennen

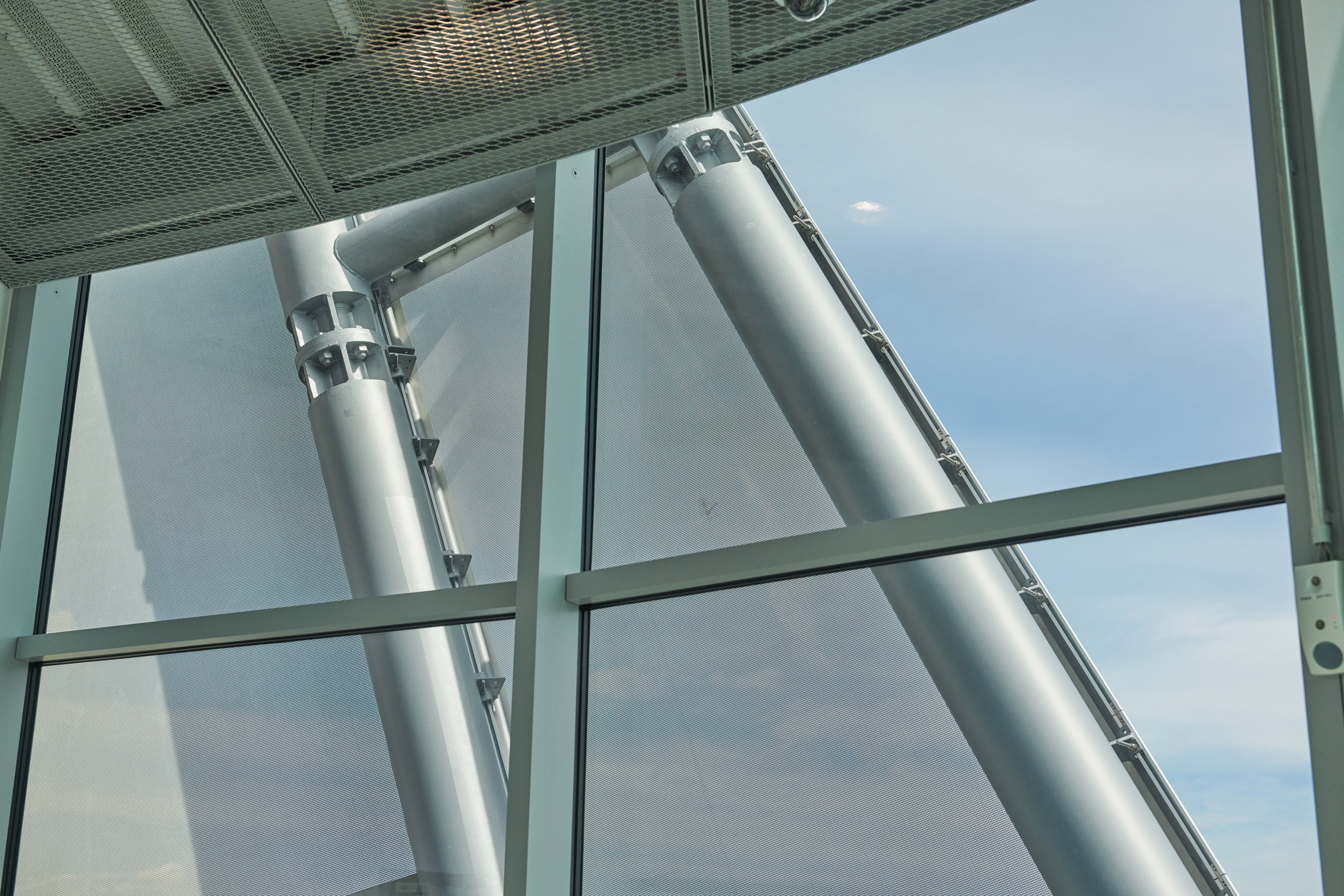
Die Kante der Fassadenmembran an der Aussichtsplattform

Der TK-Elevator-Testturm hat eine runde Grundfläche mit einem Durchmesser von 21 Metern, die sich ohne Verjüngung nach oben fortsetzt. Die Betonfassade wird dabei von einem engmaschigen, halbdurchsichtigen, spiralförmig aufwärtsstrebenden Glasfasergewebe mit einer Beschichtung aus Polytetrafluorethylen (PTFE) verkleidet, was den Durchmesser des Bauwerks auf 24,8 Meter ansteigen lässt. Neben dem ästhetischen Aspekt hat die PTFE-Membran eine Isolierungsfunktion, die das Turminnere vor starker Überhitzung und starker Auskühlung schützen soll. Gleichzeitig entsteht mit der Kunststoffmembran die sogenannte Scruton-Wendel, welche die Wirbelablösung am Turmschaft positiv beeinflusst und damit die für diese Bauwerke typischen Querschwingungsbeanspruchungen um etwa 40 Prozent reduziert.
Das insgesamt mehr als 16.000 Quadratmeter umfassende PTFE-Glas-Gittergewebe ist auf einer Stahl-Unterkonstruktion angebracht. Diese besteht aus sechs Stahlrohrwendeln, die, auf A-Böcken gelagert, im Abstand von 1,8 bis 2,7 Meter von der Betonoberfläche von unten nach oben um den Turm herumgeführt werden. Die rund 800 Ankerplatten wurden mittels Dübel- oder Anschweißmontage rund um den Turm montiert. Die Wendelrohre tragen am oberen Ende ein Abschlussrohr. Dieses verläuft im Aufriss von Süden nach Norden angeschrägt und ist über 40 Meter konkav gekrümmt. Die Membranen sind von einem Wendelrohr zum nächsten gespannt und in ihren Mittellinien zusätzlich gegen Windeinflüsse unterstützt. Die vier verschiedenen Materialien verlaufen stufenweise von unten nach oben und werden dabei transparenter. An der Spitze läuft die Membran schräg aus und gibt das obere Ende des Turmschaftes optisch mit den nach Süden ausgerichteten Fensterreihen frei.

### Betriebstechnik
Die im Turminneren verbauten Aufzüge sind an ein Stromrückgewinnungssystem gekoppelt, das umso effizienter ist, je stärker die Kabinen beladen sind. So können bis zu 30 % der Energie wiederverwendet werden. Darüber hinaus wird die Wärme, die alle Komponenten und Ausstattungen im Turm produzieren, über einen Wärmetauscher mithilfe von elektronischer Mess-, Steuerungs- und Regelungstechnik und von zwei Wärmepumpen in die beheizten Räume zurückgeführt. Dafür dient der Schachtbereich oberhalb der 120-Meter-Marke als Luftwärme-Energiespeicher. Die elektrische Anspeisung der sechs im Turm verteilten Informationsschwerpunkte – der tiefste liegt auf −4 Meter im Kellerbereich, der höchste auf 206 Meter – wurde mit Aluminiumkabeln realisiert. Der Selbstversorgungsgrad an Wärme ist damit hoch.

### Brandschutz
Der Turm verfügt etagenweise über punktförmige Mehrfachmeldesensoren; insgesamt sind 421 dieser Meldeanlagen im Bauwerk verbaut. Zusätzlich existieren rund 40 Handfeuermelder. Das Meldesystem ermöglicht im Brandfall, der Feuerwehr die Information zu geben, in welchem Stock der Brand ausgebrochen ist, und fährt den Feuerwehraufzug im Ernstfall nur bis zur Ebene unterhalb derjenigen, in welcher der Alarm ausgelöst wurde. Neben diesen passiven Maßnahmen werden Lüftungs- und Entrauchungsklappen aktiv gesteuert. Zusätzlich gibt es eine Sprinkleranlage.
Eine weitere Brandschutzmaßnahme stellt der Einbau einer 36 Zentimeter dicken Steinwolledämmung auf dem Dach des Testturms dar. Die Dämmung sorgt auch dafür, dass die im Luftspeicher aufgefangene Wärme über einen Wärmetauscher an die Räume zurückgeführt wird. Der Werkstoff wurde allerdings vor allem wegen seiner hohen Temperaturbeständigkeit bis 1000 °C verwendet, weil das Löschen in derartigen Höhen für die Feuerwehr schwierig ist.

### Beleuchtung
Am 14. Februar 2019 gingen die 44 Strahler, die die Membran beleuchten, erstmals in Betrieb. Mit der Stadt wurde ein bestimmtes Leuchtschema vereinbart. Vom 15. Februar bis zum 15. Mai wird der Turm nur bei Abenddämmerung beleuchtet, um Vogelschwärme nicht zu irritieren. Zudem hat der Turm einen Nebelsensor, der die Beleuchtung bei Nebel ausschaltet.
Aufgrund der Höhe gilt der Turm als Luftfahrthindernis und verfügt deshalb alle 50 Höhenmeter über rote Flugbefeuerungen, die von allen Seiten sichtbar sind. Bei entsprechender Witterung wird tagsüber zudem ein blinkendes, weißes Feuer (Medium Intensity Obstacle Light, Type A) an der Turmspitze eingesetzt. Dieses ist z. B. bei Nebel oder Hochnebel, wenn der Kontrast des Bauwerks zum Himmel selbst aus der Nähe gering ist, in Betrieb.

## Nutzung

### Testanlage

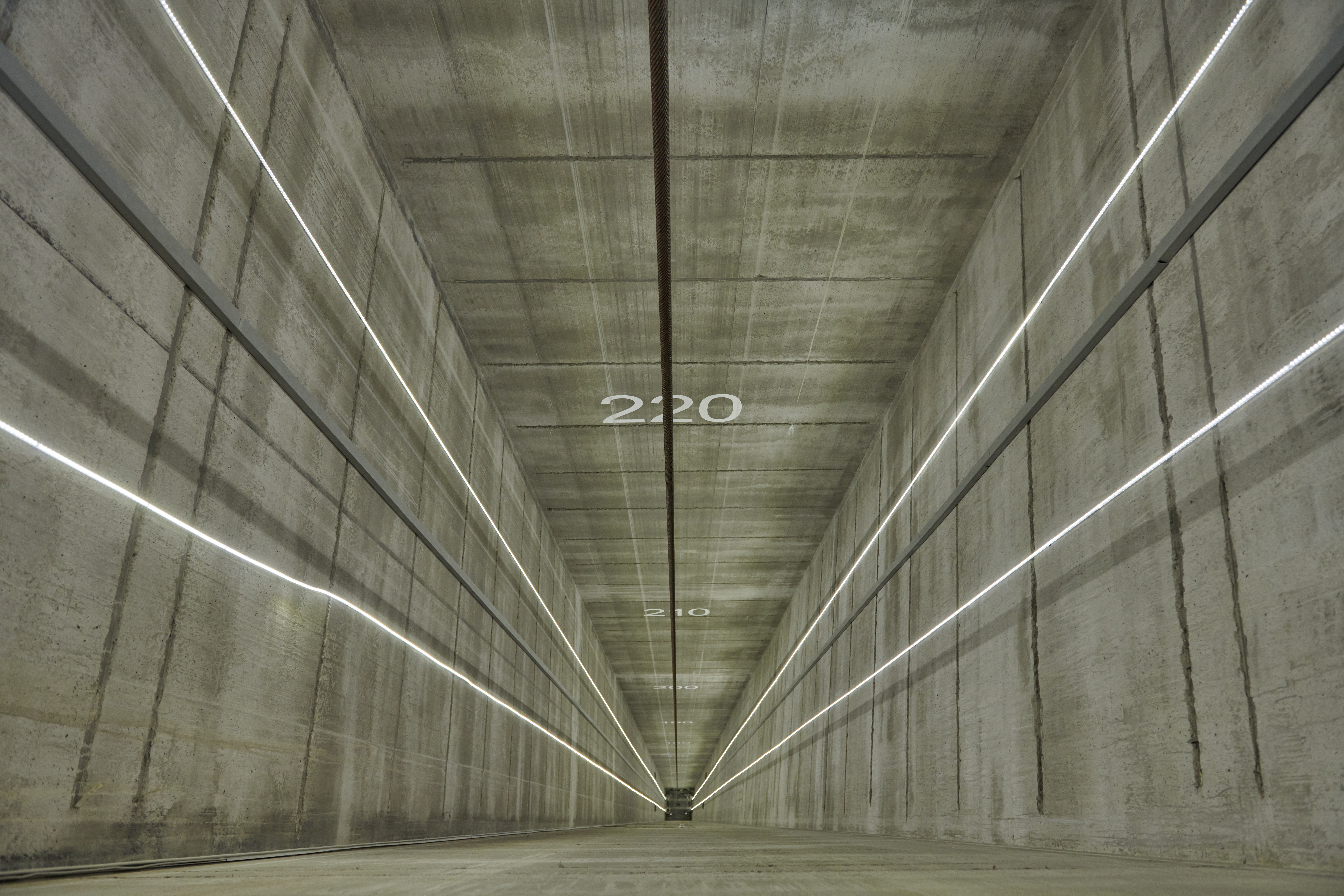
Testschacht: Blick nach unten vom 28. Stock (228 Meter)

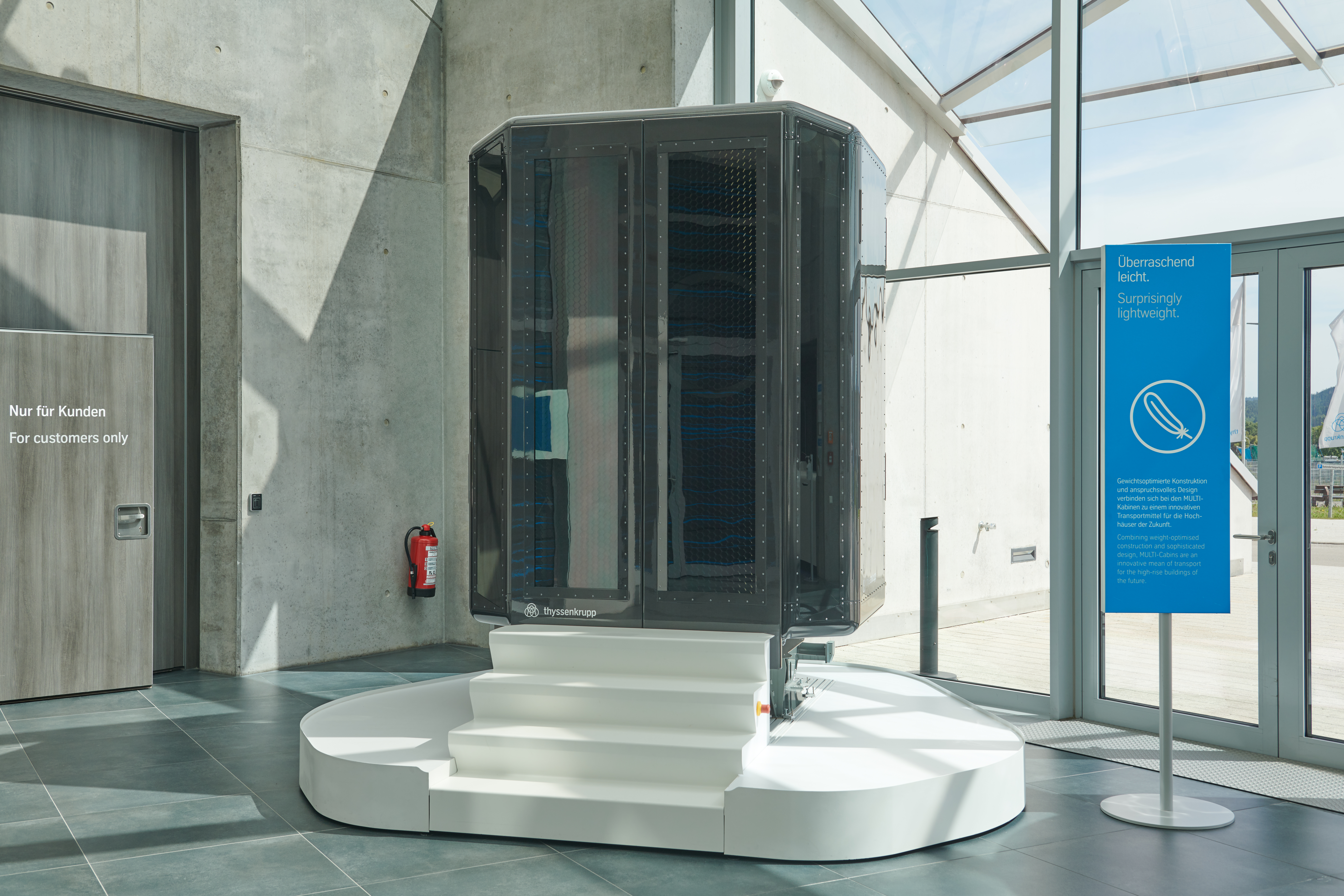
Aufzugkabine MULTI

Der Testturm in Rottweil hat für das Unternehmen TK Elevator eine Schlüsselfunktion bei der Umsetzung der globalen Innovationsstrategie. Zusammen mit dem Aufzugswerk in Neuhausen auf den Fildern und als Teil des Forschungs- und Entwicklungsstandorts in Pliezhausen bildet der Testturm das Innovationszentrum für Aufzugstechnologien in Deutschland.
Im Turm werden einerseits Hochgeschwindigkeitsaufzüge mit einer Geschwindigkeit von bis zu 18 m/s getestet, entwickelt und abgenommen. Der Test der Hochgeschwindigkeitsaufzüge ist auch ein Grund für die enorme Höhe dieser Testanlage. Um auf diese Geschwindigkeit zu kommen, benötigt man einen Beschleunigungsweg von 90 Metern. So könne der Aufzug in voller Geschwindigkeit zwischen 10 und 20 Meter weit fahren. Andererseits kommen die Systeme TWIN mit zwei Kabinen im gleichen Schacht sowie MULTI zum Einsatz, bei dem sich mehrere Aufzugskabinen seillos unabhängig voneinander bewegen können. Zum Einsatz kommt hier dieselbe Technik wie bei Magnetschwebebahnen. Der Einsatz von Magnetfeldern ermöglicht neben einer rein vertikalen Bewegung der Aufzugskabinen, wie bei konventionellen Systemen ausschließlich möglich, auch eine Horizontalbewegung. Zusätzlich werden in der Anlage in Rottweil auch Fall- und Bremsversuche an konventionellen Aufzügen durchgeführt.
Im Rottweiler Testturm befinden sich insgesamt zwölf Aufzugschächte, neun davon sind für den konventionellen Testbetrieb vorgesehen. Drei Schächte dienen dem Test des neuen MULTI-Systems, in welchem Kabinen auf zwei miteinander verbundenen vertikalen Schienen in die Höhe fahren. Aus Sicherheitsgründen dürfen auch im Testturm bis zur TÜV-Freigabe vorerst keine Personen mit dem MULTI-System befördert werden.

### Tourismus und Veranstaltungslocation

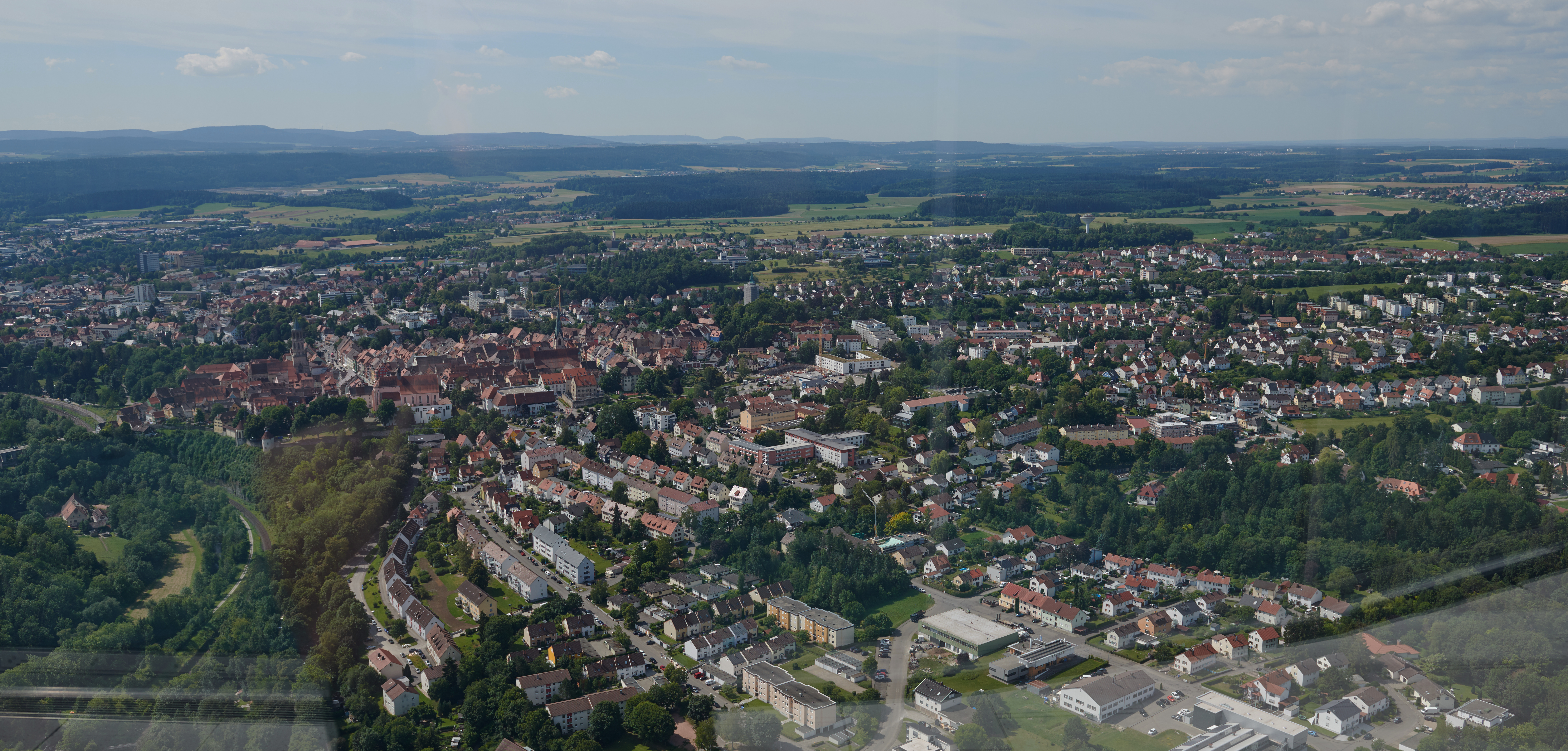
Aussicht auf die Rottweiler Kernstadt

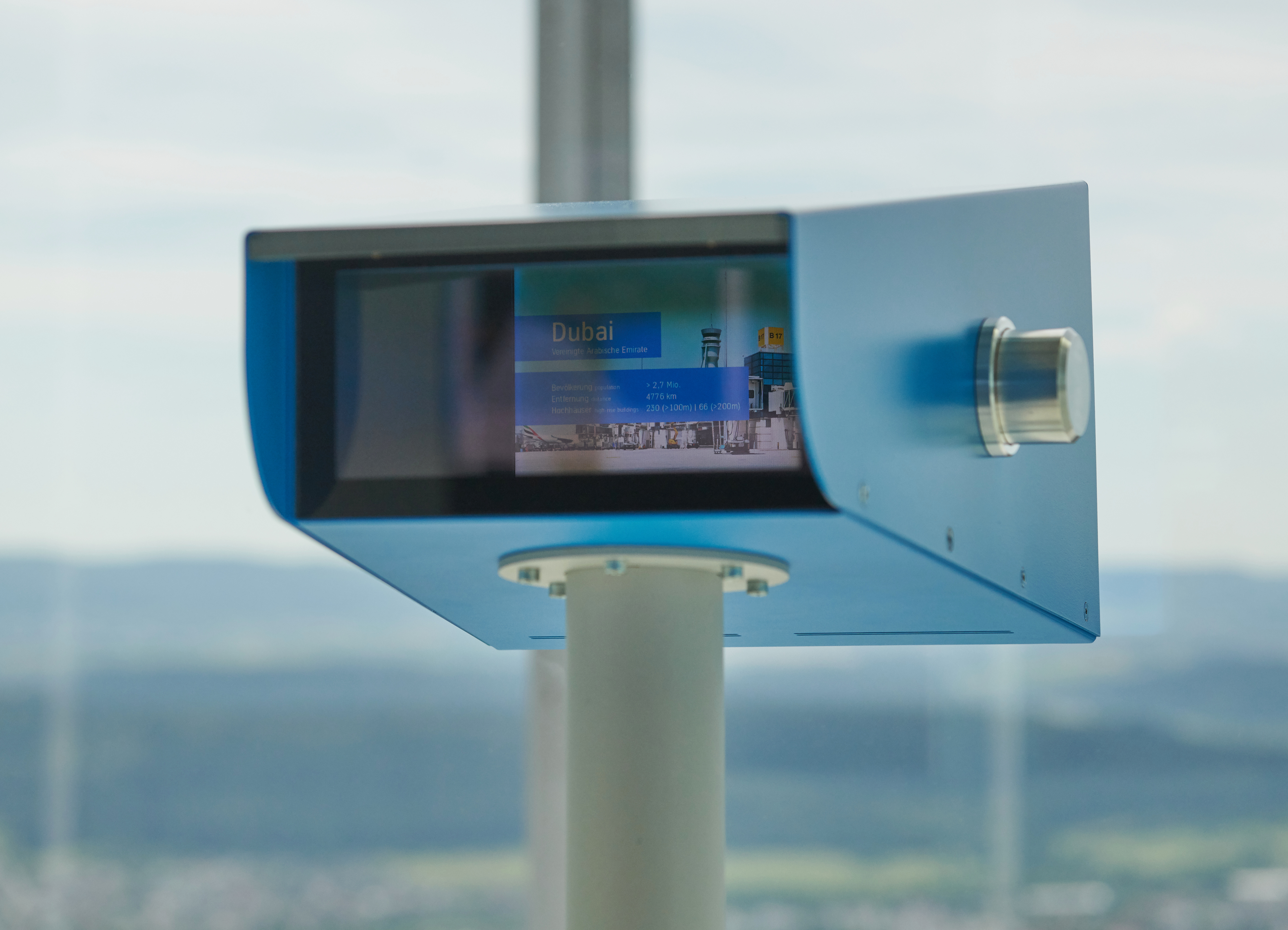
Infostele in Fernglas-Optik auf der Aussichtsplattform

Um die Akzeptanz des auffälligen und hohen Testbauwerks in der Bevölkerung zu verankern, entschied das Unternehmen, den Testturm auch der Öffentlichkeit zugänglich zu machen und mit der Errichtung der höchsten Aussichtsplattform in Deutschland einen Besuchermagneten für die Region zu schaffen. Am Turmgelände wurden für die Besucher Parkplätze angelegt. Außerdem ist eine Anbindung des Turmareals mit der Rottweiler Altstadt über eine Fußgänger-Hängebrücke geplant.
Die öffentlich zugängliche, bodentief verglaste 125 Quadratmeter große Besucherplattform bietet Platz für bis zu 199 Menschen und ermöglicht einen 360-Grad-Panoramablick bis auf die Schwäbische Alb und bei idealen Wetterbedingungen bis zu den Schweizer Alpen. Mit einem zehnfach vergrößernden Fernglas ist aufgrund der Turmhöhe und Standort bei optimalen Sichtvoraussetzungen eine Fernsicht bis 210 Kilometern möglich. In der überdachten Besucherplattform sind in den zugehörigen Himmelsrichtungen digitale Infostelen in Fernglasoptik installiert, die Daten und Fakten zu verschiedenen Städten mit großer Ansammlung von Hochhäusern geben.
Der Turm verzeichnete im ersten Jahr seiner Öffnung 2018 knapp 210.000 Besucher.
Auch die Stadt Rottweil bietet zwei Führungen zum Turm an.
Der Betreiber bietet diverse Räumlichkeiten für Veranstaltungen zur Vermietung an. Neben einem großen Konferenzraum mit 157 Quadratmetern auf 220 Meter Höhe und einem kleinen mit 65 Quadratmetern auf 216 Meter gibt es eine 37 Quadratmetern große Lounge auf demselben Stockwerk. Eine Medienlobby auf der Erdgeschossebene mit 82 Quadratmetern bietet eine extrabreite Präsentationsleinwand. Auch die Besucherlobby (146 Quadratmeter) und die Kundenlobby (160 Quadratmeter) sind grundsätzlich anmietbar.

### Treppenlauf
Am 16. September 2018 fand erstmals ein Lauf namens thyssenkrupp Towerrun durch das Treppenhaus vom Erdgeschoss hinauf zur Besucherplattform statt: Rund 700 Läufer und Läuferinnen bewältigten 1390 Stufen. Schnellster Läufer war Christian Riedl, der die 232 Höhenmeter in 6:56 Minuten bewältigte, schnellste Frau Martina Nagel, sie schaffte den Treppenhauslauf in 9:53 Minuten. Der Treppenlauf wird seither jährlich durchgeführt. Der Treppenlauf am Testturm in Rottweil, an dem man einzeln, im Zweierteam oder in einer Zweierstaffel teilnehmen kann, ist bis dato der höchste in Westeuropa. Zusätzlich gibt es Spezialwertungen für Feuerwehrleute und Polizeibeamte.
Am 15. September 2019 fand der 2. Treppenlauf mit rund 1000 Teilnehmern am Rottweiler Testturm statt, der gleichzeitig Austragungsort der Deutschen Meisterschaften im Treppenlaufen war.

## Rezeption
Der TK-Elevator-Testturm erhielt am 17. Mai 2018 den Balthasar-Neumann-Preis der Deutschen Bauzeitschrift (DBZ) und dem Bund Deutscher Baumeister, Architekten und Ingenieure, der für Bauwerke verliehen wird, die sich durch nachhaltiges Bauen auszeichnen. Der alle zwei Jahre verliehene und mit 10.000 Euro dotierte Preis wurde verliehen für die gelungene Zusammenarbeit im Bereich Architektur, Tragwerk und Energie-/Nachhaltigkeitskonzept. Die Jury erkannte an, dass Bauwerk und Bauausführung sehr hohe technisch komplexe Anforderungen erfüllen mussten und sowohl Form wie Konstruktion sich auf bemerkenswerte Weise verschränken.
Die außergewöhnliche Fassadengestaltung des Turms durch die PTFE-Membran erhielt 2018 durch die Gesellschaft, die den Deutschen Fassadenpreis für vorgehängte hinterlüftete Fassaden vergibt, eine Anerkennung.
Am 13. Juni 2018 erhielt der Testturm den Deutschen Ingenieurbaupreis 2018, der als Staatspreis als der bedeutendste Preis für Bauingenieure in Deutschland gilt. Das Bauwerk setzte sich bei der Jury aus insgesamt 20 Einreichungen durch. Gewürdigt wurden dabei seine innovative Fassade und Konstruktion. Der Präsident der Bundesingenieurkammer, Hans-Ulrich Kammeyer, führte als weiteren Grund aus:

„Das Siegerprojekt zeichnet sich dadurch aus, dass es innovative Ingenieurbaukunst auch der Öffentlichkeit zugänglich macht. Und genau das ist es, was wir mit dem Preis wollen: Beeindruckende Ingenieurleistungen erlebbar machen.“

Der Siegerentwurf war mit einem Preisgeld von 30.000 Euro dotiert.
Für die besondere Ausgestaltung des Besucherbereichs erhielt das Bauwerk drei Designpreise. Am 24. April 2018 erhielt das Besucherzentrum des Testturms durch den Art Directors Club eine Auszeichnung im Rahmen des Kreativfestivals Deutschland. Am 16. August 2018 zeichnete ein Juryteam aus 24 Mitgliedern ebenfalls das Besucherzentrum mit dem Red Dot Design Award aus. Das Projekt, welches in der Disziplin Communication Design überzeugte, setzte sich aus einer Auswahl von 8610 Einreichungen aus 45 Ländern durch. Am 30. Januar 2019 wurde der iF Award für die Ausstellungen im Foyer des Testturms prämiert. Gewürdigt wurde dabei die Disziplin Interior Architecture.
Bereits am 9. Februar 2018 wurde die im Testturm erprobte Kabine des seillosen Aufzugsystems MULTI mit dem German Design Award ausgezeichnet.

### Online-Darstellungen
- Website des TK Elevator Testturms Rottweil
- Maßgeschneiderte Eleganz aus Glasgewebe und Stahl
- stuttgarter-nachrichten.de: Das muss man beim Besuch wissen und Multimedia-Reportage
- Ausgezeichnete Architektur: Schwäbisches Highlight. thyssenkrupp Testturm in Rottweil (PDF; 2,9 MB), S. 26–29.
- Testturm Rottweil: PTFE-Fassade – Dokumentationsvideo zur Anbringung der Fassade
- Berechnetes Panorama bei udeuschle.de
- Panoramaaufnahme von der Aussichtsplattform bei sehr guter Fernsicht (Beschriftung von Sichtzielen zuschaltbar), auf panorama-photo.net

### Video- und Filmbeiträge
- Bau des TK Elevator Testturms im Zeitraffer – Videobeitrag von TK Elevator
- Galileo: Deutschlands höchster Aufzug – Der Fahrstuhl der Zukunft – Fernsehbeitrag vom 24. November 2017
- Sendung mit der Maus: Eine riesige Schraube – Filmbeitrag vom 13. Januar 2019